# Three Star Club
Der Three Star Club ist ein Fußballverein aus Lalitpur in Nepal. Der Verein spielt in der höchsten Liga des Landes, der A-Division League. Das Heimstadion ist eigentlich das Lagankhel Stadion, jedoch werden alle Spiele der Liga im Dasrath Stadion in Kathmandu ausgetragen. Die größten Erfolge des 1954 gegründeten Vereins sind die gewonnenen Meisterschaften in den Jahren 1997, 1998 und 2004. Durch die gewonnene Meisterschaft 2004 qualifizierte sich der Verein für die erste Ausgabe des AFC President’s Cup. Dort wurde immerhin das Halbfinale erreicht und man schied erst nach Elfmeterschießen gegen Dordoi-Dynamo aus.

## Namenshistorie
| Jahr           | Ereignis                                  |
| -------------- | ----------------------------------------- |
| 1954           | Gründung als Three Star Club              |
| Mai 2011       | Umbenennung in Mega Three Star Club       |
| September 2012 | Umbenennung in Laxmi Bank Three Star Club |
| 2014           | Umbenennung in Ruslan Three Star Club     |

## Vereinserfolge

### National
- A-Division League
Meister 1997, 1998, 2004, 2012/13[1]
- Nepal National League Cup
Gewinner 1985

### Kontinental
- AFC President’s Cup
Halbfinale 2005

## Statistik in den AFC-Wettbewerben
| Saison | Wettbewerb          | Runde                          | Gegner                  | Heim                  | Auswärts | Platz |
| ------ | ------------------- | ------------------------------ | ----------------------- | --------------------- | -------- | ----- |
| 2005   | AFC President’s Cup | Gruppe A                       | Taiwan Power Company FC | 1:1                   |          |       |
| 2005   | AFC President’s Cup | Gruppe A                       | Transport United        | 2:1                   |          |       |
| 2005   | AFC President’s Cup | Gruppe A                       | Regar TadAZ             | 0:0                   |          |       |
| 2005   | AFC President’s Cup | Halbfinale                     | Dordoi-Dynamo           | 0:0 n. V. (3:4 i. E.) |          |       |
| 2017   | AFC Cup             | Qualifikationsrunde – Gruppe 2 | Erchim FC               | 2:0                   | 1. Platz |       |
| 2017   | AFC Cup             | Qualifikationsrunde – Gruppe 2 | Nagaworld FC            | 1–1                   | 1. Platz |       |